# プリウス・ミサイル
プリウス・ミサイルとは、トヨタ自動車が製造・販売しているトヨタ・プリウスを交通事故の加害車両として揶揄したインターネットスラングである。類義語として「プリウスアタック」や「コンビニキラー」というスラングが使われることもある。

## 由来
2010年代後半以降問題となった相次ぐ高齢ドライバーによるアクセルとブレーキの踏み間違い死傷事故をめぐり、報道される事故車両の多くがプリウスだったことにちなみ、プリウスが暴走して突っ込む様子をミサイル攻撃になぞらえる形でインターネット上で急速に広がった。特に、2019年に発生し高齢ドライバーによる事故が社会問題化する原因の一つとなった池袋暴走事故の加害車両がプリウスだったことや、その他の高齢ドライバーによる複数の事故でもプリウスが事故車両だったことが、「プリウスミサイル」というスラングが広まる要因となったと考えられている。

## 検証
「プリウスミサイル」のスラングが広まる以前のデータではあるが、国土交通省による検証ではプリウスの事故率は他のトヨタ車と変わらないことが示されている。また、車種ごとの自動車保険の保険料を算出する基準となる損害保険料率算出機構による「型式別料率クラス」では、「プリウスミサイル」のスラングが広まった以後に決定された2022年の料率クラスでも他の車種と同程度の設定とされており、プリウスが突出して事故を多発させているわけではないとされている。
このほか、車両の不具合が暴走事故につながる可能性については先述の池袋暴走事故の際に検討がなされており、販売台数と走行距離の関係、プリウスのブレーキシステムの冗長性などを考慮した結果、少なくとも当該事故の加害車両である2代目プリウスに関しては天文学的なスケールで低い確率となり、現実的にありえないとの結論に至っている。

### 原因
前述したように突出してプリウスが事故を多発させているわけではなく、車両不具合によって暴走事故が起きる確率も天文学的なスケールで低いことがわかっている。しかし、現実には「プリウスミサイル」のスラングに代表される「プリウスは危険」という認識が広まった。記者でノンフィクション作家の窪田順生は、以下に述べる複数の要因が重なったことを指摘している。
- そもそもの母数の多さ。2017年時点で累計400万台もの販売台数となっており市中を走行しているところを目撃する回数も多いため、自然と事故や不具合の報告が多くなっている。
- プリウス特有の操作方法。特に（2代目以降の）シフトレバー周りの仕様が特殊であったことから、高齢者がパニックを起こしやすいのではないかという見方がある。
- プリウスユーザーの年齢構成。トヨタはプリウスが「60代以上を中心に」支持を得ていると述べており、子育てを終えた夫婦が大型車を手放しプリウスに乗り換えるという流れを中心に高齢者の間で広く普及している。
- 高齢ドライバーの意識の問題。特に高齢男性の間で自らの運転技術を過信し、運転をやめない傾向がある。

これらの要因により「プリウスに乗った高齢者」の事故が増加してそれが報道され、「プリウス」というビッグブランドの持つ影響力が相まって、「プリウスは危険」という認識が広まっていったと窪田は結論付けている。

## 影響と対策
2019年に行われたトヨタの株主総会では、株主から相次ぐプリウスの暴走事故について質問が出され、当時トヨタの副社長だった吉田守孝が株主に対して心配をかけたことを陳謝した上で、個々の事例に対する捜査には全面的に協力し、今後の安全対策について「安全なクルマ社会のためにできることはすべてやる」と回答した。その後2020年7月、トヨタはプリウスのマイナーチェンジに合わせ、踏み間違いを検知して急加速を抑制する「急アクセル時加速抑制機能」を追加することを発表した。この機能は誤った急アクセルを検知して警報を発すると共に加速を抑制するものであるが、投入時点では誤作動の可能性を排除できなかったため、ユーザーが機能を使うか選択できるようにして導入された。この際、元々予定されていたマイナーチェンジに合わせて機能の追加を行うために急ピッチで開発が行われたことを担当者が示唆しており、「プリウスミサイル」のイメージ脱却を急ぐため、誤作動が生じる可能性を覚悟したうえで機能を追加した可能性が指摘されている。
また、2022年に発表された5代目プリウスでは先述した要因のうち「プリウス特有の操作方法」がはらむ問題について改良が施されており、シフトレバー周りの仕様を一般的な車の仕様に合わせたほか、アクセルとブレーキの踏み間違いに対する抑制効果が期待される「オルガン式ペダル」が採用されるなど、運転操作のわかりやすさや事故防止を重視した設計が取り入れられた。この改良についても、トヨタが「プリウスミサイル」のイメージ脱却を図るために行ったのではないかという見解が述べられている。